# Anaeroplasma intermedium
Anaeroplasma intermedium è una specie di batterio appartenente alla famiglia delle Anaeroplasmataceae.